# San Pedro Masahuat
San Pedro Masahuat é um município localizado no departamento de La Paz, em El Salvador.